# Ерохин, Алексей Алексеевич
Алексей Алексеевич Ерохин (22 августа 1954, Калининград, СССР — 1 сентября 2000, Москва, Россия) — советский и российский кинокритик и журналист. Лауреат премий журнала «Советский экран» (1987, 1990) и «Золотой Овен» (1992).

## Биография
Родился Алексей Алексеевич Ерохин 22 августа 1954 года в Калининграде.
В 1981 году окончил факультет журналистики Московского государственного университета. Работал заведующим отделом советского кино в журнале «Советский экран», заместителем главного редактора газеты «Дом кино», обозревателем журналов «Кино-глаз», «Столица», «Стас» и газеты «Вечерний клуб». В 1999—2000 годах — обозреватель журнала «2000».
Умер 1 сентября 2000 года в Москве. Похоронен на Николо-Архангельском кладбище Балашихи.

## Награды
- 1987 и 1990 — Премия журнала «Советский экран» за ряд статей
- 1992 — Премия «Золотой Овен» «За изящество стиля и ироничное отношение к кинодействительности»